# 1143년

## 연호
- 남송(南宋) 소흥(紹興) 13년
- 금(金) 황통(皇統) 3년
- 일본(日本) 고지(康治) 2년
- 서하(西夏) 대경(大慶) 4년
- 리 왕조(李朝) 다이딘(大定) 4년

## 기년
- 남송(南宋) 고종(高宗) 17년
- 금(金) 희종(熙宗) 9년
- 고려(高麗) 인종(仁宗) 21년
- 서하(西夏) 인종(仁宗) 4년
- 리 왕조(李朝) 영종(英宗) 6년

## 사망
- 야율대석 - 서요(西遼)의 초대 황제